# Gmina Krempna
Die Gmina Krempna ist eine Landgemeinde im Powiat Jasielski der Woiwodschaft Karpatenvorland in Polen. Ihr Sitz ist das gleichnamige Dorf.

## Gliederung
Zur Landgemeinde (gmina wiejska) Krempna gehören folgende Dörfer:
Grab
Kotań
Krempna
Myscowa
Ożenna
Polany
Świątkowa Mała
Świątkowa Wielka
Wyszowatka
Żydowskie
Świerzowa Ruska
Huta Polańska
Huta Krempska
Rozstajne
Ciechania
Wrzosowa Polana